# Transiting Exoplanet Survey Satellite
Transiting Exoplanet Survey Satellite (TESS) é um projeto de telescópio espacial liderado pelo Instituto de Tecnologia de Massachusetts para o programa de pequena exploração da NASA. A TESS, juntamente com quatro outras missões, foi escolhido para desenvolvimento em 5 de abril de 2013 como uma missão de astrofísica no programa Explorer. A TESS foi finalmente lançada em um foguete da SpaceX, o Falcon 9, da base de lançamento SLC-40 na Estação da Força Aérea de Cabo Canaveral em 18 de abril de 2018, às 18h32, horário da Flórida.
Em 2013, a equipe da NASA declarou que telescópio irá realizar um programa de dois anos de pesquisa ao longo de todo o céu para explorar exoplanetas em trânsito ao redor de estrelas próximas. Foi também declarado, na época, que o telescópio deveria ser lançado em 2017. Durante sua missão, a TESS pesquisará 200 mil estrelas, incluindo as mais brilhantes em nossos sistemas locais. O projeto TESS tem como objetivo identificar pelo menos 50 exoplanetas rochosos - do tamanho da Terra ou maiores - próximos o suficiente para que suas atmosferas sejam analisadas pelo muito maior Telescópio Espacial, James Webb lançado a 25 de dezembro de 2021.

## História
O projeto TESS tem uma longa história, começando como uma pequena missão, de financiamento privado, em 2006. Tudo começou com o apoio financeiro de empresas privadas, incluindo a Google, a Fundação Kavli e os doadores do Instituto de Tecnologia de Massachusetts (MIT). Isso tudo mudou em 2008, quando o MIT propôs ao TESS, como uma missão astrofísica oficial da NASA, reestruturá-lo como um tipo de Missão SMEX. Depois do TESS não ter sido selecionado neste processo competitivo pelos recursos da NASA, o TESS foi proposto novamente em 2010 como um tipo de Missão Explorer da NASA.
Em 2013, o TESS foi bem sucedido no processo; e a NASA começou o desenvolvimento do projeto. A Fundação Kavli e o Instituto de Tecnologia de Astrofísica do MIT mantiveram-se como parceiros originais na atual missão de ir em busca de novos mundos.
A imagem da "primeira luz" (apelido da primeira imagem útil do telescópio), tirada em 7 de agosto de 2018 com as quatro câmeras do telescópio, mostra um campo de estrelas e duas das galáxias satélites da Via Láctea, as Grandes e Pequenas Nuvens de Magalhães. O TESS localizou o novo planeta, chamado Pi Men c, a 60 anos-luz da Terra, segundo dados coletados de 25 de julho a 22 de agosto. O TESS encontrou três novos mundos que estão entre os menores exoplanetas mais próximos conhecidos até 2019. Os planetas do sistema planetário TOI-270 circundam uma estrela a 73 anos-luz de distância e incorporam uma pequena super-Terra e dois sub-Netuno. A missão TESS capturou um evento raro que ocorre quando um buraco negro "rasga" uma estrela enquanto a consome, chamado de evento de perturbação de marés. Esse tipo de evento astronômico acontece uma vez a cada 10.000 - 100.000 anos em uma galáxia do tamanho da Via Láctea.
Em 18 de julho de 2019, após o primeiro ano de operação, a parte sul da pesquisa foi concluída e a pesquisa do norte foi iniciada. A pesquisa do norte foi concluída em 4 de julho de 2020.
O TESS, em 2022, anunciou 97 candidatos a estrelas quádruplas e encontrou mais de 5.000 candidatos a exoplanetas; e 197 exoplanetas confirmados desde que sua missão começou.
Até 1 de maio de 2022, um total geral de 7387 exoplanetas em 5069 sistemas, com 1030 sistemas tendo mais de um planeta, foram encontrados usando todos os métodos de detecção.

## Objetivos
O principal objetivo da missão do TESS é pesquisar mais de 200.000 estrelas, as mais brilhantes perto da Terra, procurando exoplanetas em trânsito durante um período de dois anos. O TESS examinará sistematicamente 85% do céu visto da Terra, concentrando-se nas estrelas visíveis no hemisfério norte durante um ano e no hemisfério sul no ano seguinte.  O projeto TESS utilizará uma série de câmeras de campo amplo para realizar uma pesquisa em todo o céu. Com o TESS, será possível estudar a massa, tamanho, densidade e órbita de um grande grupo de pequenos planetas, incluindo uma amostra de mundos rochosos em zonas habitáveis de suas estrelas hospedeiras. O TESS fornecerá alvos principais para uma caracterização adicional pelo Telescópio Espacial James Webb, bem como outros grandes telescópios terrestres e espaciais do futuro.